# ديردري ويلسون
ديردري ويلسون (بالإنجليزية: Deirdre Wilson) هي فيلسوفة بريطانية، ولدت في 1941 في إنجلترا في المملكة المتحدة.